# Russisch ministerie van Buitenlandse Zaken
Het Ministerie van Buitenlandse Zaken van de Russische Federatie (Russisch: Министерство иностранных дел Российской Федерации, МИД РФ) is de centrale overheidsinstelling van Rusland die belast is met het leiden van het buitenlands beleid en de buitenlandse betrekkingen. Het is een voortzetting van het Ministerie van Buitenlandse Zaken van de Russische Socialistische Federatieve Sovjetrepubliek, dat onder toezicht stond van het Sovjetministerie van Buitenlandse Betrekkingen. Sergei Lavrov is de huidige minister van Buitenlandse Zaken.

## Structuur
De structuur van het centrale kantoor van het ministerie omvat divisies, die afdelingen worden genoemd. Afdelingen zijn onderverdeeld in secties. Afdelingen worden geleid door directeuren en hun secties door hoofden. Volgens presidentieel decreet 1163 van 11 september 2007 is het ministerie verdeeld in 39 afdelingen. Afdelingen zijn onderverdeeld in territoriaal (relaties tussen Rusland en het buitenland, gegroepeerd volgens conventionele regio's) en functioneel (volgens toegewezen functies). Elke afdeling heeft 30 tot 60 diplomaten in dienst.
Daarnaast zijn er vier divisies onder het Ministerie van Buitenlandse Zaken van Rusland: de Hoofdproductie- en Commerciële Afdeling voor het bedienen van het diplomatieke personeel onder het Ministerie van Buitenlandse Zaken van Rusland, de Diplomatieke Academie van het Ministerie van Buitenlandse Zaken van Rusland, het Moskouse Staatsinstituut voor Internationale Betrekkingen, het College van het Ministerie van Buitenlandse Zaken en het Russische Centrum voor Internationale Wetenschappelijke en Culturele Samenwerking.
Buiten de departementale structuur zijn er ambassadeurs voor speciale opdrachten, die elk verantwoordelijk zijn voor een specifiek vraagstuk van de internationale betrekkingen (bijvoorbeeld de Georgisch-Abchazische nederzetting). De ambassadeurs voor bijzondere opdrachten rapporteren rechtstreeks aan de staatssecretarissen.

## Werking
Het Ministerie van Buitenlandse Zaken is een federale uitvoerende autoriteit die verantwoordelijk is voor de ontwikkeling en implementatie van het staatsbeleid en de normatief-juridische regelgeving op het gebied van de internationale betrekkingen van de Russische Federatie.
De president van de Russische Federatie is het hoofd van het ministerie van Buitenlandse Zaken.
De belangrijkste functie van het ministerie is het ontwikkelen van een algemene strategie voor het buitenlands beleid, het indienen van relevante voorstellen bij de president en het implementeren van de koers van het buitenlands beleid.
Het Ministerie van Buitenlandse Zaken opereert rechtstreeks en via diplomatieke vertegenwoordigingen en consulaire kantoren van de Russische Federatie, vertegenwoordigingen van de Russische Federatie bij internationale organisaties en territoriale kantoren van het Russische Ministerie van Buitenlandse Zaken op het grondgebied van Rusland. Het ministerieel systeem omvat het centrale kantoor; buitenlandse instellingen; territoriale kantoren; organisaties die ondergeschikt zijn aan het ministerie, die haar werk op Russisch grondgebied verzekert. Het ministerie laat zich leiden door de grondwet, federale constitutionele wetten, federale wetten, handelingen van de president en de regering, en internationale verdragen.
Het ministerie van Buitenlandse Zaken wordt geleid door de minister van Buitenlandse Zaken, die op voordracht van de premier door de president wordt benoemd. De minister is persoonlijk verantwoordelijk voor de uitvoering van de bevoegdheden die aan het ministerie van Buitenlandse Zaken zijn toevertrouwd en voor de uitvoering van het rijksbeleid op het betreffende werkterrein. De minister heeft plaatsvervangers, eveneens benoemd door de president.